# Otto Matthaei (Geistlicher, 1670)
Otto Matthaei (* 10. April 1670 in Buxtehude; † 28. Juli 1750 ebenda) war ein deutscher evangelisch-lutherischer Geistlicher und Pädagoge.

## Leben
Matthaei wurde als Sohn des Theologen Otto Matthaei (1627–1702) und der Anna Strahten (1632–1702) geboren. Nach seiner Schulbildung in Buxtehude und bei Johann Hartmann Misler und Johann Ernst Büttner am Athenaeum in Stade, studierte er ab 1690 an der Universität Wittenberg und schloss hier sein Studium der Philosophie am 14. Mai 1692 mit einer Disputation unter Philipp Mauritius, und das Studium der Theologie im selben Jahr mit einer Disquisition unter dem Vorsitz von Caspar Löscher ab. Auf dem Rückweg nach Hamburg besuchte er Jena, Leipzig, Halle an der Saale und Helmstedt und machte hier die Bekanntschaft vieler Gelehrter. In Hamburg wurde er 1693 Kandidat des Ministeriums und hielt die Wochenpredigten an der Hauptkirche Sankt Nikolai. Nach einem halben Jahr ging er für vier Jahre als Hauslehrer nach Wietzendorf und bereiste danach Ostfriesland und Holland, wo er sich vor allem in den Städten Groningen, Franeker, Leiden und Amsterdam aufhielt. Nach seines Vaters Tod, wurde er als Diakon nach Buxtehude berufen und im Jahr 1703, nachdem der Nachfolger seines Vaters, Nikolaus Hesse, gestorben war, zum Hauptpastor ernannt. Dieses Amt führte er bis zu seinem Lebensende aus. Am 28. Juli 1750 starb Matthaei als Senior des Ministeriums im Alter von 80 Jahren und wurde am 4. August 1750 in Buxtehude begraben.

## Familie
Matthaei war viermal verheiratet:
1. ⚭ 1703 Anna Sophia Diecmann, Tochter des Stader Generalsuperintendenten Johann Diecmann
2. ⚭ 1706 Margaretha Lüder
3. ⚭ 1716 Ursula Busch
4. ⚭ 1725 Elisabeth Delventhal

Von seinen Kindern wurde sein Sohn Dietrich Martin (1708–1762) Pastor zu Debstedt und seine Tochter Ottilia Dorothea (1717–1754) heiratete den Buxtehuder Bürgermeister Franz Schuchmacher.

## Werke (Auswahl)
- In Nomine Jesu! Disputationem Philosophiæ Moralis, De Restitutione Ablati Ad Culpæ Remissionem Iure N. necessaria, In Inclyta Leucorea, Publico Eruditorum Examini committunt Præses, M. Philippus Mauritius, Elect. Sax. Alumn. Et Respondens, Otto Matthæi, Buxtehuda Bremensis. Horis locoq; consuetis. Ad diem XIV. Maji, An. M DC XCII. Johann Wilcke, Wittenberg 14. Mai 1692, OCLC 256874440 (Digitalisat auf den Seiten der Staatsbibliothek Berlin [abgerufen am 5. März 2015]).
- Disquis. IV. amoenitatum evangelicarum, Praeside Casp. Löschern. Wittenberg 1692.